# Jackie Robinson
Jack Roosevelt „Jackie“ Robinson (* 31. Januar 1919 in Cairo, Georgia; † 24. Oktober 1972 in Stamford, Connecticut) war ein amerikanischer Baseballspieler in der Major League Baseball (MLB), der meist als Second Baseman spielte.
Jackie Robinson hat im Trikot der Brooklyn Dodgers Sportgeschichte geschrieben, als er am 15. April 1947 als erster schwarzer Spieler seit 1884 in einem Team der Major Leagues auflief. Zuvor war er in den Negro Leagues aktiv. Robinson ist damit zu einer Symbolfigur für die Rassenintegration des amerikanischen Profisports und der amerikanischen Gesellschaft geworden.
1962 wurde er in die Baseball Hall of Fame aufgenommen. Seine Rückennummer 42 wird in der gesamten Major League seit 1997 an keinen anderen Spieler mehr vergeben. Robinson ist der einzige Spieler, der somit in allen Teams auf diese Weise geehrt wird. Seit 2004 feiert die MLB jährlich am 15. April den Jackie Robinson Day. Alle Spieler der gesamten Major League tragen zu diesem Anlass die Rückennummer 42.
Neil Bogart produzierte 1981 ein Broadway-Musical mit dem Titel The First, das auf Robinsons Lebensgeschichte basierte.
Im Jahr 2013 wurde mit 42 – Die wahre Geschichte einer Sportlegende eine Filmbiografie veröffentlicht. Die Produktion wurde von Brian Helgeland inszeniert. In die Rolle von Robinson schlüpfte Chadwick Boseman.

## Vor der Major League

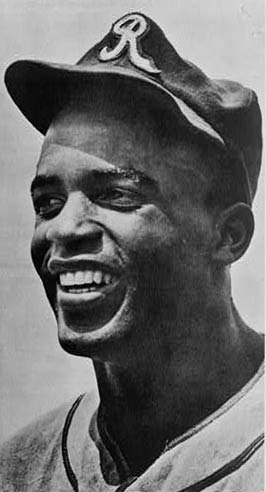
Jackie Robinson im Jahr 1945 im Trikot der Kansas City Royals

Robinson wurde 1919 in Cairo, Georgia geboren. Nachdem sein Vater die Familie verlassen hatte, zog er mit seiner Mutter und seinen Geschwistern 1920 nach Pasadena, Kalifornien um. Später besuchte er die University of California, Los Angeles (UCLA), wo er als erster student-athlete der UCLA Bruins Varsity Letters in vier verschiedenen Sportarten (Football, Basketball, Baseball und Leichtathletik) gewann. Er spielte gemeinsam mit Kenny Washington Football, der später einer der ersten schwarzen Spieler in der National Football League (NFL) seit den 1930ern wurde. Robinson traf auch seine zukünftige Ehefrau an der UCLA. Sein Bruder Mack Robinson gewann 1936 in Berlin olympisches Silber über 200 m hinter Jesse Owens.
Nachdem er während des Zweiten Weltkriegs die UCLA in seinem Senior-Jahr verlassen hatte, meldete er sich freiwillig bei der US-Armee. Er wurde im rassengetrennten 761st Tank Battalion ausgebildet. Nachdem sein erster Versuch sich an der Offizierschule anzumelden abgewiesen wurde, kämpfte er um die Aufnahme und wurde schließlich doch zugelassen. Er schloss die Schule als Second Lieutenant (Unterleutnant, entspricht dem Leutnant bei der Bundeswehr) ab. Während seiner Ausbildung in Fort Hood, Texas, weigerte er sich im hinteren Teil des Busses zu fahren, wie es für Schwarze vorgeschrieben war. Er wurde wegen Gehorsamsverweigerung vor ein Militärgericht gestellt und deshalb nie mit dem Rest seiner Einheit nach Europa verlegt. 1944 wurde er ehrenhaft aus der Armee entlassen, nachdem ihn ein Kriegsgericht in allen Anklagepunkten freigesprochen hatte.
Ab 1944 spielte er Baseball in der Negro American League für die Kansas City Monarchs, wo er von Clyde Sukeforth, einem Scout der Brooklyn Dodgers, entdeckt wurde.

## Zeit bei den Dodgers
Der General Manager der Brooklyn Dodgers, Branch Rickey, hatte in den 1940ern das Vorhaben, die besten Spieler der Negro Leagues unter Vertrag zu nehmen. Obwohl es keine offizielle Sperre für schwarze Spieler gab, bestand zwischen den Betreibern der Liga und den Eignern bzw. Managern der Clubs ein sogenanntes Gentlemen’s Agreement, keine Schwarzen in die Liga zu integrieren. Somit wurden alle früheren Versuche, Schwarze bei einem Major-League-Team unter Vertrag zu nehmen, unterbunden, weshalb Rickey im Geheimen agierte. Nicht einmal seinen Scouts offenbarte er seinen Plan; ihnen sagte er, sie würden Ausschau nach Spielern für eine neue Schwarzenliga halten, die Rickey gründen wolle.
Robinson geriet ins nationale Rampenlicht, als Rickey ihn von seiner Liste mit möglichen Kandidaten auswählte und unter Vertrag nahm. 1946 wurde Robinson von Rickey zu den Montreal Royals beordert, einem Minor League Affiliate der Dodgers in Montreal, Québec, Kanada, ein Team in der unteren Liga, in der Major-League-Teams ihre Nachwuchsspieler heranreifen lassen. Während Robinson bei manchen Auswärtsfahrten in US-amerikanischen Städten rassistischen Feindseligkeiten ausgesetzt war, erhielt er in Montreal überschwängliche Fanunterstützung.
Robinson war ein etwas merkwürdiger Kandidat, um der erste schwarze Spieler der Major League nach über 60 Jahren zu werden. Er war bereits 27 Jahre alt und war zudem für sein feuriges Temperament bekannt, weshalb viele seinen eher gelassenen, späteren Teamkollegen Roy Campanella für besser geeignet hielten, die zu erwartenden Beschimpfungen auszuhalten. Doch Rickey entschied sich absichtlich für Robinson, da er wusste, dass sich Jackies unverblümte Art auf lange Sicht eher als Campanellas relative Fügsamkeit für ihr Anliegen auszahlen würde. Um den Übergang zu erleichtern, bat Rickey Robinson jedoch, sein Temperament und seine Unverblümtheit in den ersten beiden Jahren zu zügeln und seine natürliche Reaktion auf die Beschimpfungen zu mäßigen. Robinson willigte ein, wohlwissend was auf dem Spiel stand.

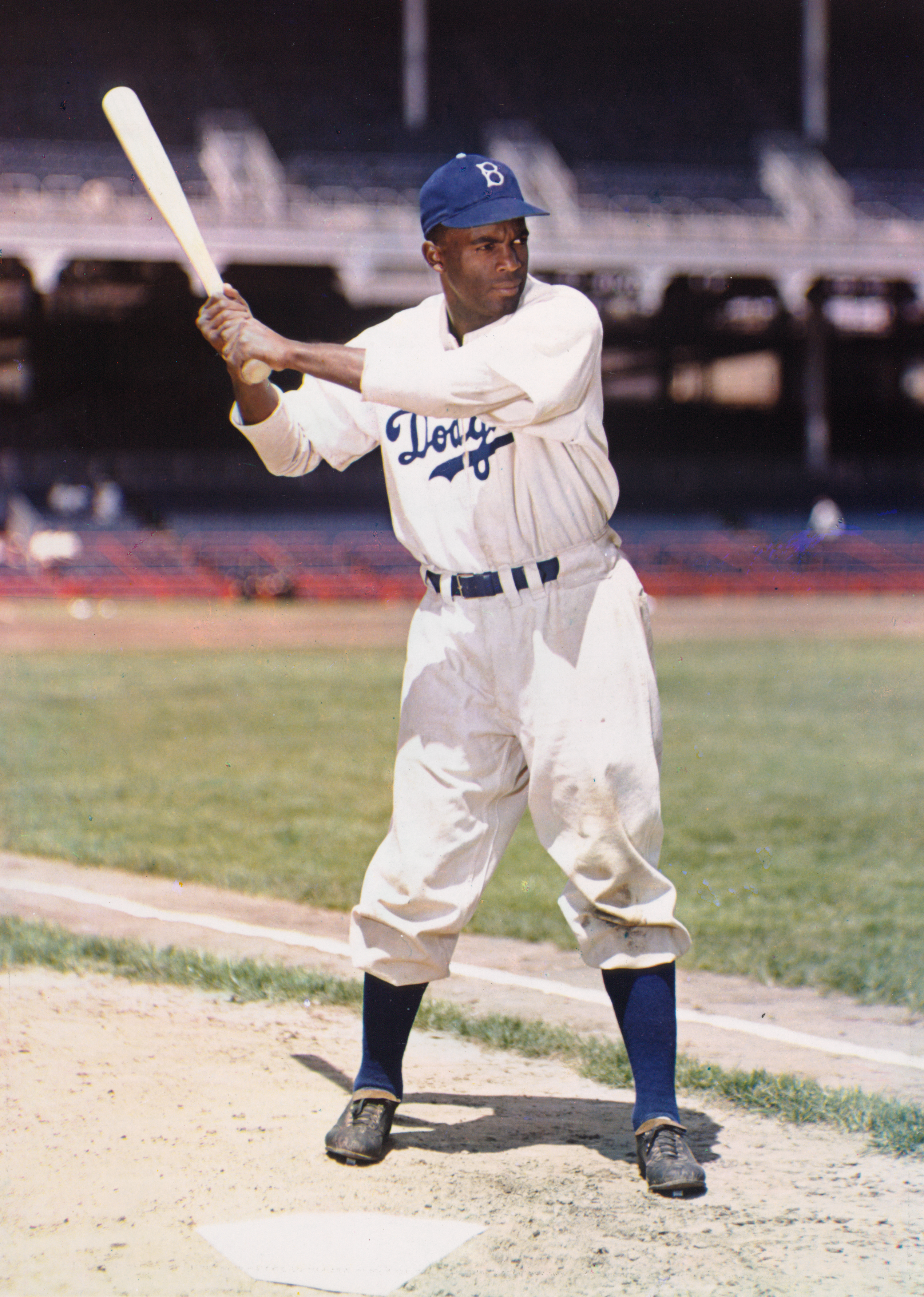
Robinson bei den Dodgers (1947)

Robinsons Debüt für die Dodgers am 15. April 1947 mit 28 Jahren als First Baseman war eines der wichtigsten Ereignisse in der Baseballgeschichte und in der Geschichte der amerikanischen Bürgerrechtsbewegung. Obwohl er sein gesamtes erstes Jahr an der ersten Base spielte, verbrachte er den Großteil seiner Karriere als Second Baseman. Er war aber auch in vielen Spielen an der dritten Base und im Outfield.
Während seiner ersten Saison ließen die ständigen Beschimpfungen Robinson nicht nur einmal fast seine Geduld verlieren. Viele Dodgersspieler waren anfangs gegen seine Anwesenheit, einige von ihnen, hauptsächlich Spieler aus den Südstaaten, angeführt von Dixie Walker, drohten damit, eher zu streiken als neben Robinson zu spielen. Der Aufstand wurde jedoch vom Management der Dodgers kurzerhand beendet, indem man diesen Spielern drohte, ihren Vertrag nicht zu verlängern oder sie zu verkaufen. Robinson wurde dennoch von einigen Spielern unterstützt, so zum Beispiel vom Shortstop Pee Wee Reese (geboren in Kentucky), der einer seiner besten Kameraden im Team wurde. Nicht zuletzt deshalb bildeten die beiden ein sehr effektives Team in der Defensive. Hank Greenberg von den Pittsburgh Pirates, der erste große jüdische Star im Baseball, der viele antisemitische Beschimpfungen entgegennehmen musste, ermutigte Robinson ebenfalls.
In der gesamten Saison schlug Robinson enormer Rassismus entgegen, sowohl von Fans als auch von gegnerischen Spielern. Die Philadelphia Phillies, ermutigt von Manager Ben Chapman, waren besonders ausfallend. Im Spiel gegen die Dodgers am 22. April verhöhnten sie Robinson fortlaufend, nannten ihn „Nigger“ und riefen ihm von der Bank zu, er solle „zurück in den Dschungel“ gehen. Rickey würde sich später erinnern, dass Chapman mehr als jeder andere dazu beigetragen hat, die Dodgers zu einen, indem er diese unverschämten Beleidigungen zuließ. Der Baseball Commissioner Happy Chandler verwarnte die Phillies, bat Robinson jedoch, als Zeichen der Versöhnung mit Chapman für Fotoaufnahmen zu posieren. Robinson weigerte sich nicht, doch der darauf folgende Fototermin war wohl für beide Teilnehmer eher schwierig.
In Robinsons erster Saison verdiente er ein Minimalgehalt von 5000 US-Dollar. Er spielte in 151 Spielen, hatte eine Batting Average (Schlagdurchschnitt) von .297 und führte mit 29 gestohlenen Bases die Liga in dieser Kategorie an.
Robinson erhielt 1947 den MLB Rookie of the Year Award und 1949 die Auszeichnung als Most Valuable Player (wertvollster Spieler) der National League. Er leistete nicht nur seinen Beitrag bei den beiden Pennants (Meisterschaften der National League) der Dodgers in diesen beiden Jahren, vielmehr hielten seine Verbissenheit und Zielstrebigkeit Brooklyn 1950 und 1951 im Rennen um die Meisterschaft. 1955, obwohl schon sichtlich auf dem absteigenden Ast seiner Karriere, führte Robinson die Dodgers zu ihrem ersten und einzigen World-Series-Titel in Brooklyn, in einem spannenden, sieben Spiele andauernden Finale gegen die Stadtrivalen New York Yankees.
Robinsons Major-League-Karriere war recht kurz. Er kam in die Profiliga mit 28 Jahren und war oft von Verletzungen geplagt. In seinen besten Jahren wurde er jedoch von jedem gegnerischen Team respektiert.
Nach der 1956er Saison wurde Robinson an die New York Giants verkauft, die bald darauf zu den San Francisco Giants wurden. Doch anstatt zu den Giants zu wechseln, beendete er mit 37 Jahren seine Profikarriere. Der Verkauf verstärkte seine wachsende Ernüchterung über die Dodgers und im Speziellen Walter O’Malley, der Rickey als General Manager abgelöst hatte, und Manager Walter Alston.
Robinson war ein außergewöhnlich talentierter und disziplinierter Spieler; er beendete seine Karriere mit einem Schlagdurchschnitt von beachtlichen .311 und wesentlich mehr Walks (trifft der Pitcher viermal nicht die Strike Zone, dann darf der Batter kampflos zur ersten Base) als Strikeouts. Er spielte auf verschiedenen Defensivpositionen äußerst gut und war der aggressivste und erfolgreichste Baserunner seiner Ära – er war einer der wenigen Spieler, die regelmäßig die Home Base gestohlen haben, was ihm mindestens 19 mal gelang. Robinson wird oft als einer der besten Spieler seiner Zeit genannt. Er war ein kämpferischer und leidenschaftlicher Sportsmann im wahrsten Sinne: Er gab kein Spiel auf, auch wenn sein Team im Begriff war zu verlieren. Er ging sogar so weit, dass er alles daran setzte, nicht der letzte Spieler seines Teams zu sein, der ausgeworfen wird. Eines seiner berühmtesten Zitate war: “I’m not concerned with your liking or disliking me. All I ask is that you respect me as a human being.” („Ich bin nicht daran interessiert, ob ihr mich mögt oder nicht. Ich möchte nur, dass ihr mich als Mensch respektiert.“)

## Zeit nach den Dodgers
Robinson beendete seine Karriere am 5. Januar 1957. Er wollte Manager oder Trainer in den Major Leagues werden, erhielt jedoch keine Angebote. Stattdessen wurde er Vizepräsident der Chock Full O' Nuts Corporation und war im Vorstand der National Association for the Advancement of Colored People (NAACP) bis 1967, als er aufgrund der mangelnden Jugend innerhalb der Bewegung zurücktrat.
1962 wurde Robinson in die Baseball Hall of Fame aufgenommen, im ersten Jahr, in dem er gewählt werden konnte. Er wurde somit der erste Schwarze, dem diese Ehre zuteilwurde. Am 4. Juni 1972 zogen die Dodgers, die inzwischen zu den Los Angeles Dodgers geworden waren, Jackie Robinsons Trikotnummer 42 zusammen mit den Nummern von Roy Campanella (39) und Sandy Koufax (32) zurück.
Robinson hatte seinen letzten öffentlichen Auftritt am 14. Oktober 1972, zehn Tage vor seinem Tod, vor dem zweiten Spiel der World Series in Cincinnati. Er nutzte die Chance, um seinen Wunsch nach einem schwarzen Teammanager in der Major League Baseball zu äußern. Dieser Wunsch wurde zwei Jahre später erfüllt, als die Cleveland Indians (American League) nach der 1974er Saison Frank Robinson (nicht verwandt mit Jackie Robinson) zum Manager machten. In einer Pressekonferenz zu seiner Einstellung als Manager sagte Frank Robinson, er wünschte sich, dass Jackie diesen Moment miterlebt hätte. 1981, vier Jahre nachdem Frank Robinson von den Indians gefeuert wurde, wurde er der erste schwarze Manager der National League, als er von den San Francisco Giants angestellt wurde. Nach aktuellem Stand (Saison 2005) haben fünf Teams schwarze oder hispanische Manager, einschließlich Frank Robinson, der inzwischen bei den Washington Nationals beschäftigt ist.
Robinsons letzte Jahre waren von Tragödien geprägt: 1971 wurde sein ältester Sohn, Jackie Jr., bei einem Autounfall getötet. Sein Diabetes, der ihn auch schon in mittlerem Alter plagte, führte dazu, dass er nahezu blind wurde und trug zu seinen schweren Herzproblemen bei. Jackie Robinson starb am 24. Oktober 1972 in Stamford, Connecticut, und wurde auf dem Cypress Hills Friedhof in Brooklyn, New York City, beerdigt.

## Politik
Robinson war politisch interessiert und generell Unterstützer der Republikaner. 1958 und 1962 unterstützte er jeweils die erfolgreiche Kandidatur von Nelson Rockefeller für das Amt des Gouverneurs von New York. 1960 engagierte er sich in der Präsidentschaftswahl und zog zunächst mit dem Demokraten Hubert H. Humphrey in den Vorwahlkampf, da dieser sehr aktiv für die Gleichberechtigung der Afroamerikaner eintrat. Nach Humphreys Scheitern traf er sich später mit den beiden Präsidentschaftskandidaten Richard Nixon und John F. Kennedy. Robinson stellte sich schließlich auf die Seite von Nixon, da er bezweifelte, dass Kennedy in Bürgerrechtsfragen entschlossen genug vorgehen würde.
Im Jahr 1964 unterstützte er Gouverneur Rockefeller als republikanischen Präsidentschaftskandidaten und verließ seinen Posten bei der Full O’ Nuts Corporation, um in Rockefellers Wahlkampfteam mitzuarbeiten. Rockefeller unterlag jedoch bei Nominierung der Republikaner dem Senator Barry Goldwater. Robinson bezeichnete Goldwaters Nominierung als „größte Katastrophe, die die Republikanische Partei jemals erlebt hat“. Schließlich rief er öffentlich zur Wiederwahl des demokratischen Präsidenten Lyndon B. Johnson auf. Bei der Präsidentenwahl 1968 war er zunächst wieder für Rockefeller aktiv, nach dessen erneutem Scheitern in der Vorwahl sprach er sich schließlich wieder für Hubert Humphrey aus. Zwar war Robinson früher ein Unterstützer Nixons gewesen, lehnte aber dessen Schwenk nach rechts (siehe Southern Strategy) als Appell an unterschwelligen Rassismus ab. Bei Robinsons Beerdigung war Rockefeller einer der Sargträger, während Präsident Nixon nicht teilnahm.

## Posthume Ehrungen

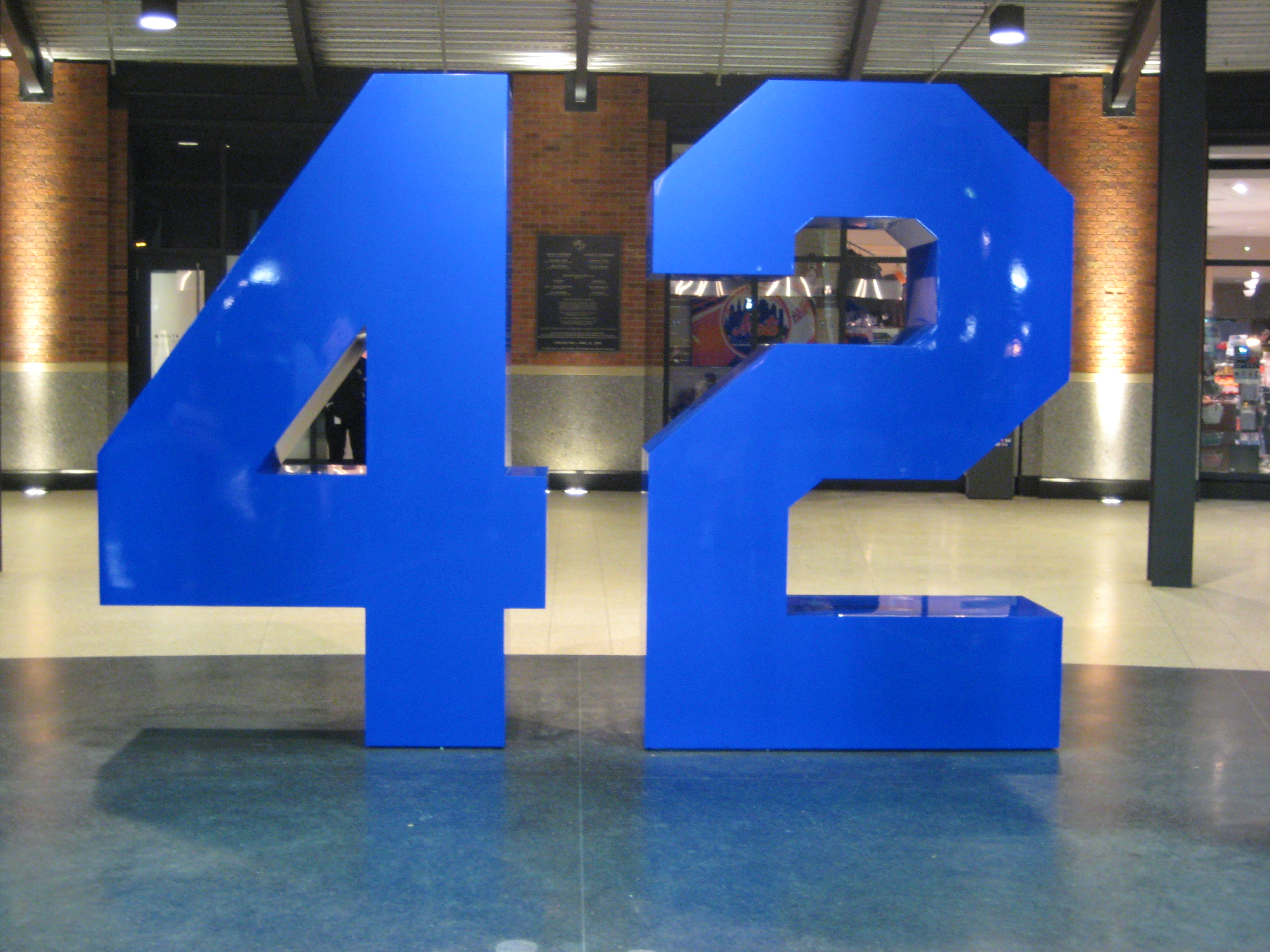
Jackie Robinson Memorial im Citi Field in New York

Die US Post gab am 2. August 1982 zu Ehren Jackie Robinsons eine Sonderbriefmarke in der Reihe „Black Heritage“ aus.
1997, zum 50. Jahrestag seines Major-League-Debüts, wurde seine Trikotnummer 42 bei allen Major-League-Baseballteams pensioniert, es soll also zu seinen Ehren nie wieder ein Spieler diese Nummer tragen. Spieler, die diese Nummer bis dahin nutzten, konnten allerdings die Trikotnummer beibehalten; der letzte Spieler mit der Trikotnummer 42 war der langjährige Closer der New York Yankees, Mariano Rivera, der seine Karriere in der Saison 2013 beendete.
Im Mai 2000 wurde der Asteroid (4319) Jackierobinson nach ihm benannt.
2004 ernannte die Major League Baseball den 15. April zum „Jackie Robinson Day“ in allen Ballparks der Major Leagues.
Am 29. Oktober 2003 verlieh der Kongress der Vereinigten Staaten von Amerika Jackie Robinson posthum die Congressional Gold Medal, die höchste zivile Auszeichnung der Vereinigten Staaten. Robinsons Witwe nahm die Auszeichnung in einer Zeremonie am 2. März 2005 entgegen.
Seit der Saison 2007 dürfen Spieler oder ganze Teams zu Ehren von Jackie Robinson am 15. April, dem Tag seines MLB-Debüts, Trikots mit der Nummer 42 tragen. Das Trikot wird somit für einen Spieltag wieder „aktiv“.
Während des letzten seiner acht Einweihungskonzerte in der neuen Brooklyn-Arena, hielt der Rapper Jay-Z ein Trikot mit Robinsons Name und der Nummer 42 hoch, um an den Spieler und seine Errungenschaften zu erinnern.
Folgende Teams trugen am 15. April 2008 geschlossen die Nummer 42 (neben 65 weiteren, einzelnen Spielern aus der American und National League):
- New York Mets
- Washington Nationals
- Los Angeles Dodgers
- Los Angeles Angels of Anaheim
- Pittsburgh Pirates
- Tampa Bay Rays (erklärten als Erste, am 15. April mit der „42“ aufzulaufen)
- St. Louis Cardinals
- Texas Rangers

Im Rahmen des umfassenden Vorgehens der US-Regierung unter Donald Trump gegen Bezugnahmen auf Diversity, Equity, and Inclusion (Programme zur Förderung von Diversität, Gleichberechtigung und Inklusion in Organisationen) wurde auch die Website zu Jackie Robinson auf der Internetpräsenz des Pentagons zunächst gelöscht, danach in Berichtigung eines Versehens wiederhergestellt.

### Darstellung in Film und Fernsehen

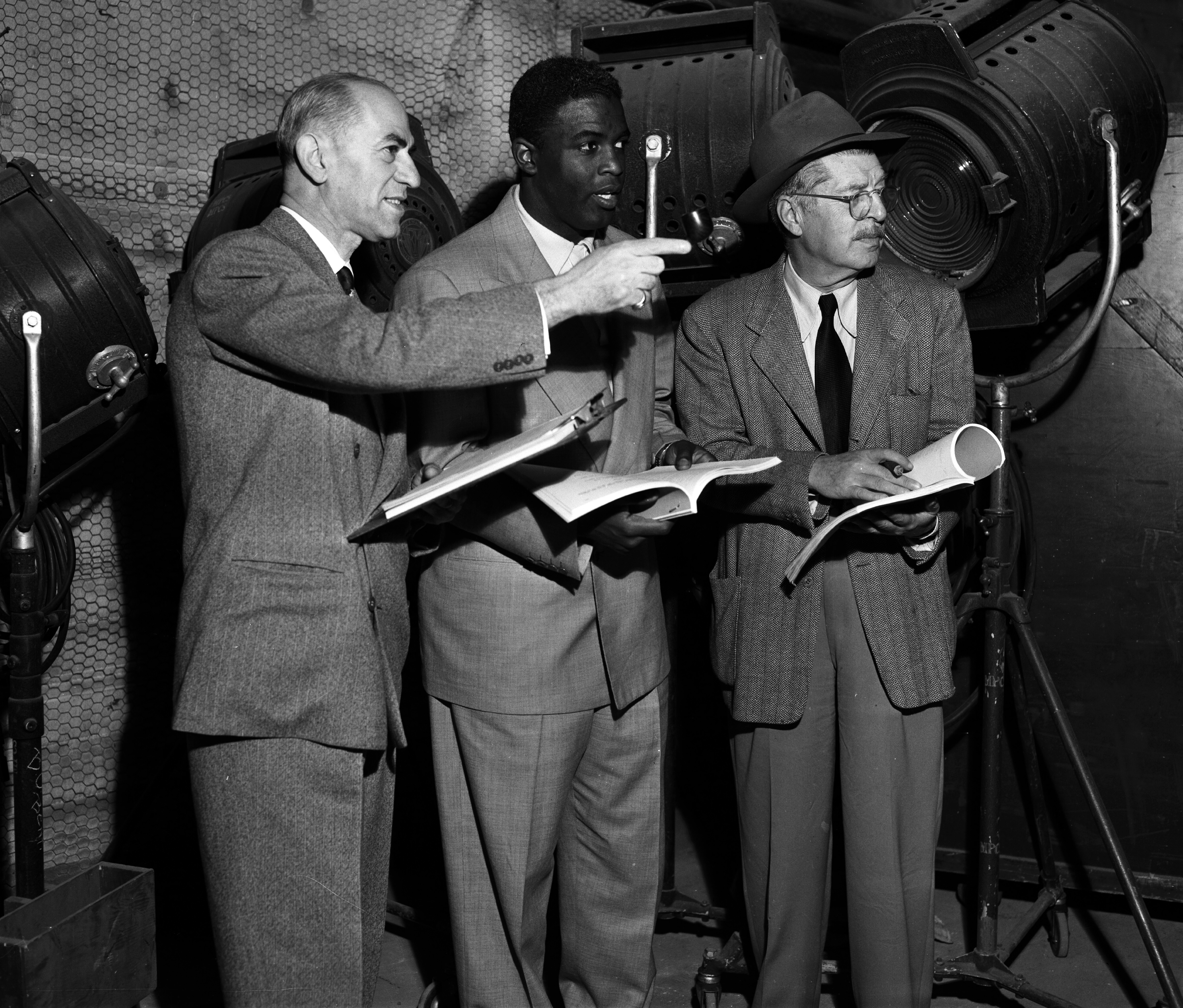
Jackie Robinson am Set von The Jackie Robinson Story (1950)

Robinson stellte sich selbst im Spielfilm The Jackie Robinson Story (1950) dar.
- John Lafayette spielte ihn 1978 im Fernsehspezial der ABC A Home Run for Love.[16]
- Andre Braugher spielte ihn 1990 im Fernsehfilm The Court-Martial of Jackie Robinson.[17][18]
- Blair Underwood spielte ihn 1996 im Fernsehfilm der HBO Soul of the Game.[19][20]
- Chadwick Boseman spielte ihn in 42 – Die wahre Geschichte einer Sportlegende.[21][22][23][24]

Robinson war Thema der Dokumentation Jackie Robinson aus dem Jahr 2016 von Ken Burns. Hier sprach Jamie Foxx Robinson.
Im Spielfilm Malcolm X ist die Aufnahme Robinsons in die Profiliga Diskussionsthema der Hauptfiguren.